# Kystra
Kystra je malá vesnice, část městyse Slavětín v okrese Louny. Nachází se asi 2,5 kilometru severně od Slavětína. Kystra je také název katastrálního území o rozloze 2,06 km².

## Název
Hypotéza, že název vesnice je odvozen ze slova kostra ve významu hranice, je nejspíše neplatná, protože toto slovo je mladšího původu. Název však mohl být odvozen z příjmení prvního usedlíka, a potom by jméno mohlo odkazovat na kostru člověka (kostlivce). V historických pramenech se název objevuje ve tvarech: Kystra (1360), in Kystrzie (1389), de Kistr (1393), z Kystry (1462), w Kystrze (1550), na Kystře (1603) a Kistrau nebo Kistra (1787).

## Historie
První písemná zmínka o vesnici pochází z roku 1359, kdy patřila rytířům Věnkovi, Bořitovi a Hogerovi z Kystry, kteří tehdy měli podací právo ke zdejšímu kostelu. V letech 1363–1366 toto právo patřilo Věnkovi, Bořitovi a Ojířovi, kterého posléze vystřídal Klímš. V letech 1391–1412 byli patrony kostela bratři Petr, Martin a Diviš. Diviš se stal knězem, postupně vystřídal několik farností a okolo roku 1409 založil spolu s bratrem v Kystře oltář. Během husitských válek Kystru získal Matěj z Hořešovic, který byl roku 1441 svědkem ve sporu Jakoubka z Vřesovic s městem Žatec. Za něj se poprvé připomíná zdejší tvrz.

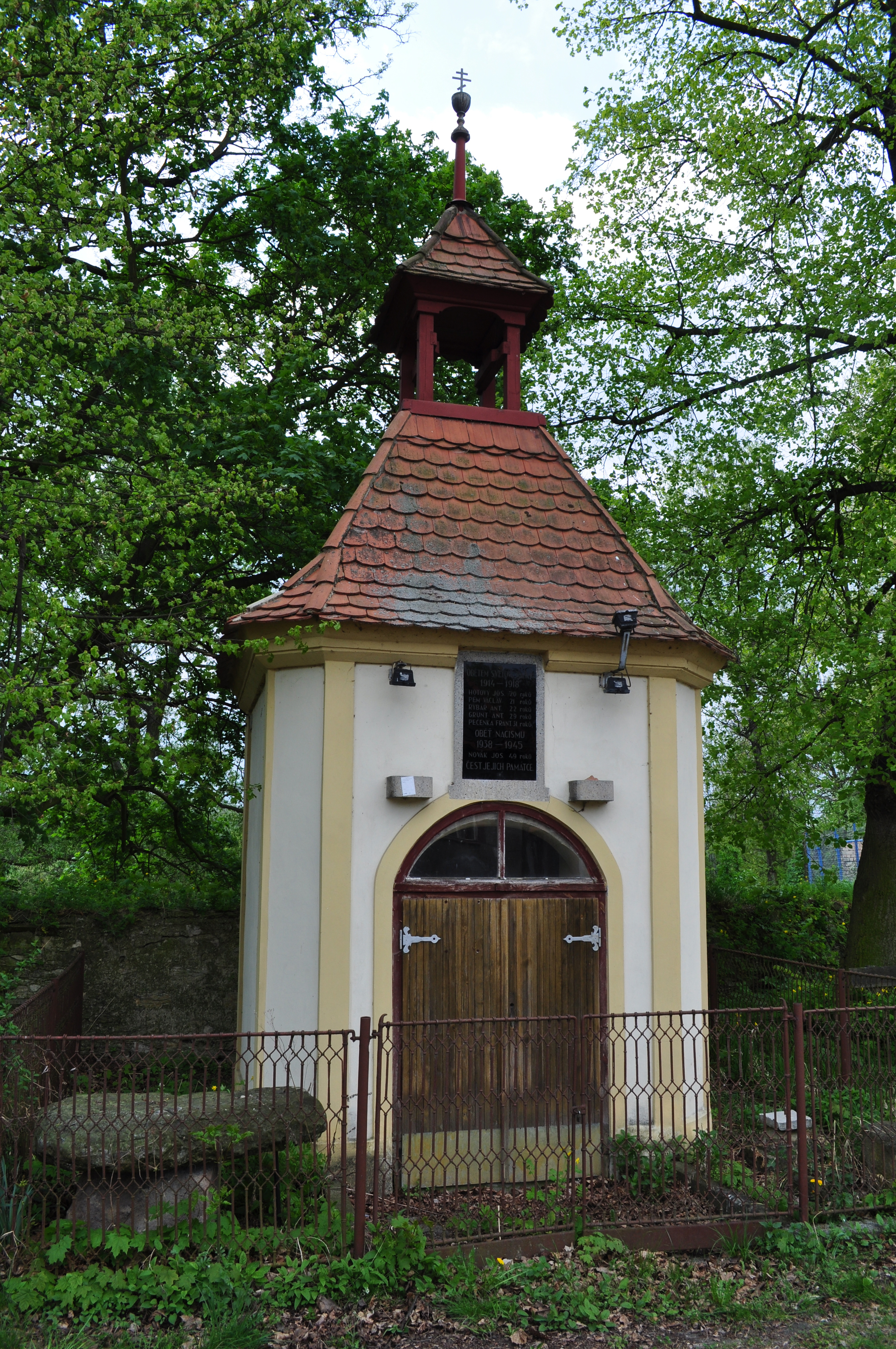
Kaple na návsi

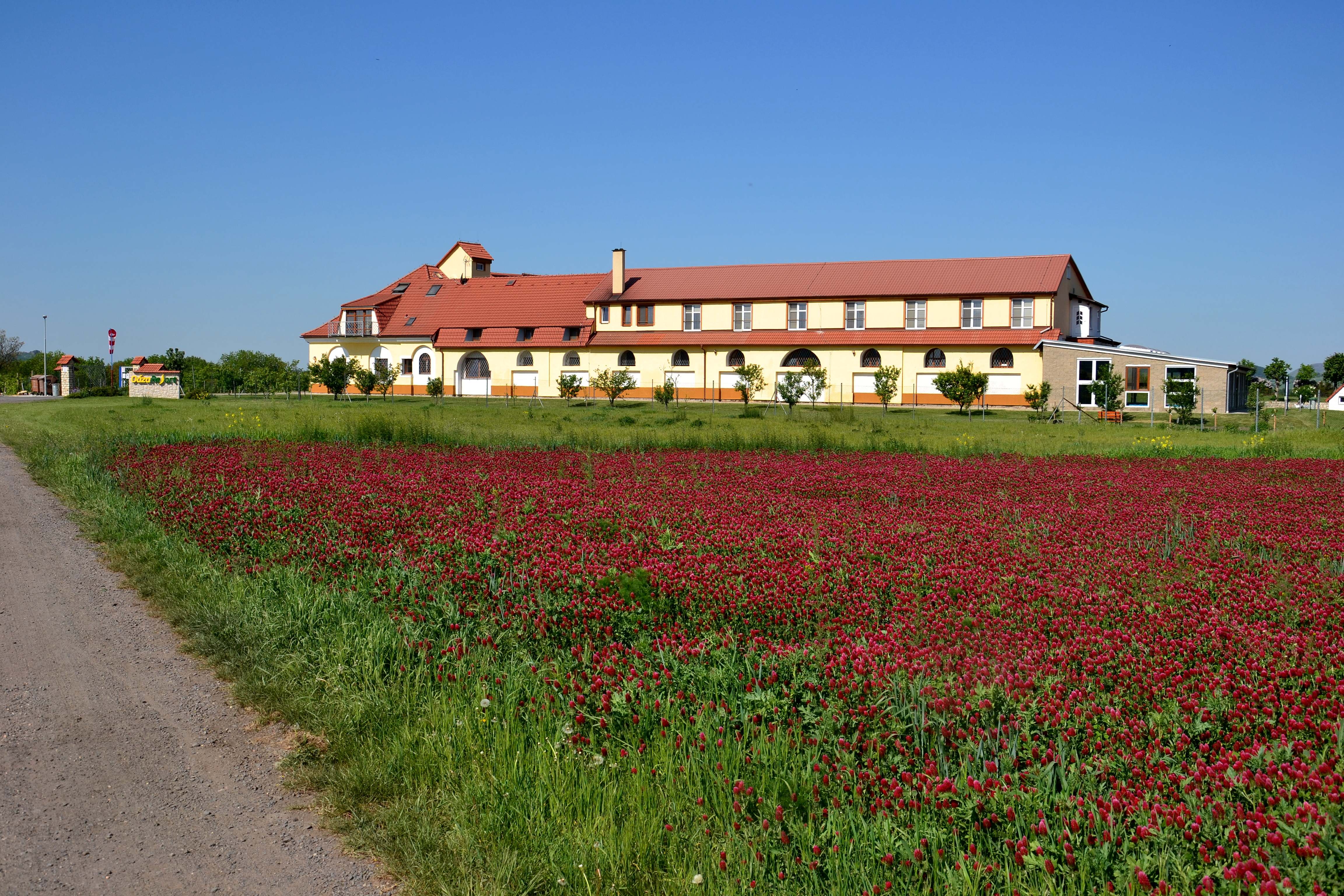
Oáza Resort na jižním okraji vesnice

Další majetkový vývoj je nejasný. Podle Augusta Sedláčka panství přešlo na Jana z Hořešovic, který je přenechal svému strýci Prokopovi. Ten byl jako pán na Kystře uveden roku 1450. Vesnici držel nejspíše spolu s Janem. Prokop o vesnici roku 1487 vedl spor proti Buškovi z Hořešovic, který si nárokoval dědictví po Janovi. Prokop žil ještě roku 1495 a poručníci jeho dědiců Kystru prodali nejspíše v roce 1546 Felixu Novohradskému z Kolovrat. Podle Rudolfa Anděla Prokop vesnici získal hned po Matějovi z Hořešovic a vlastnil ji spolu se dvěma sestrami. Jeho potomci později zažalovali Purkarta Kaplíře ze Sulevic a Václava Sokola z Mor za to, že panství jako poručníci prodali Felixi Novohradskému z Kolovrat za 8000 míšeňských a nevyplatili dědicům jejich podíly. Spor skončil roku 1592 bez rozsudku, protože žalobci zemřeli.
Roku 1547 Felix Novohradský z Kolovrat Kystru pronajal na tři roky za 200 kop míšeňských grošů Purkartu Kaplířovi ze Sulevic. Jeho synové Albrecht, Petr, Václav a Jan vesnici prodali roku 1552 Šebestiánovi z Vřesovic. Podle Rudolfa Anděla však byli syny Felixe Novohradského. Vesnici podle něj drželi jen Albrecht a Václav, ale Václav v Praze zabil krčmáře, a Petrovi s Janem připadl její díl až po jeho popravě. Bratři potom Kystru prodali až roku 1553.
Volf z Vřesovic roku 1603 panství prodal Janu Ilburkovi Kaplířovi ze Sulevic, od kterého ji koupil v roce 1612 měšťan Bohuslav Zákostelský z Bílejova. Dalším majitelem se roku 1615 stal Prokop Dvořecký z Olbramovic později popravený na Staroměstském náměstí za účast na stavovském povstání. Tvrz ve vsi byla na počátku třicetileté války vypálena a roku 1622 se uvádí jako pustá. Na počátku 19. století byly její zbytky zbořeny a Schwarzenbergové nechali na jejím místě postavit ovčín.

## Přírodní poměry
Od jižního okraje vesnice se podél pravého břehu Ohře táhne příkrá stráň se 150 metrů dlouhým a dvacet metrů vysokým výchozem střednoturonského slínovce, která slouží jako stratotyp teplického souvrství. Nadloží horniny tvoří spraš, ve které byly nalezeny kosterní zbytky a zlomky volutové keramiky.

## Obyvatelstvo
|                                                                        | 1869 | 1880 | 1890 | 1900 | 1910 | 1921 | 1930 | 1950 | 1961 | 1970 | 1980 | 1991 | 2001 | 2011 | 2021 |
| ---------------------------------------------------------------------- | ---- | ---- | ---- | ---- | ---- | ---- | ---- | ---- | ---- | ---- | ---- | ---- | ---- | ---- | ---- |
| Obyvatelé                                                              | 132  | 125  | 141  | 159  | 151  | 183  | 161  | 126  | 106  | 76   | 48   | 38   | 33   | 24   | 22   |
| Domy                                                                   | 23   | 24   | 24   | 24   | 25   | 29   | 38   | 42   | .    | 31   | 20   | 41   | 41   | 43   | 43   |
| Počet domů z roku 1961 je zahrnut v celkovém počtu domů obce Slavětín. |      |      |      |      |      |      |      |      |      |      |      |      |      |      |      |

## Pamětihodnosti

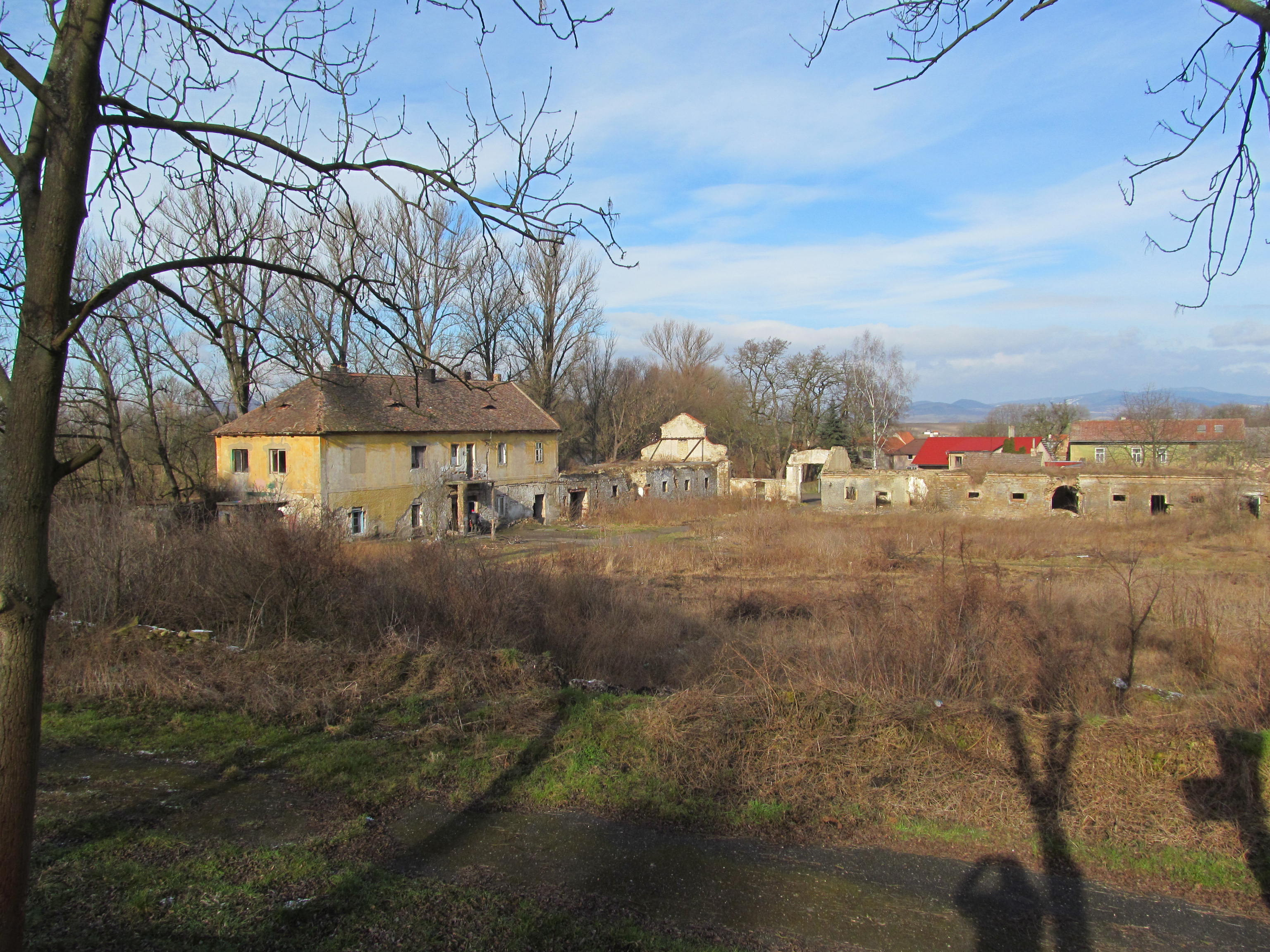
Areál barokního zemědělského dvora čp. 1 v roce 2015

- Dominantou osady byl barokní zemědělský dvůr čp. 1, do kterého se vjíždělo bránou s pilastry završenými elipsovitým segmentem. Štíty chléva byly zdobené volutami a zakončené tympanonem.[11] Na začátku roku 2018[12] nechal majitel, městys Slavětín, sejmout památkovou ochranu tohoto cenného dokladu historie oblasti a následně přes protesty severočeských památkářů statek nechal strhnout. Kystra tak přišla o svou dominantu a region o příklad velkého barokního dvora s množstvím kulturních hodnot. Na pozemku plánuje městys Slavětín zřízení stavebních parcel. [13]
- Kaple na návsi